# Першутов, Иван Васильевич
Ива́н Васи́льевич Першу́тов (8 сентября 1920, д. Бабёнки, Ковровский район, Владимирская область — 9 декабря 1944, с. Калиновка, Винницкая область) — заместитель командира эскадрильи 525-го штурмового авиационного полка 227-й штурмовой авиационной дивизии, 2-й воздушной армии, 1-го Украинского фронта, лейтенант, Герой Советского Союза.

## Биография
Родился 8 сентября 1920 года в семье крестьянина. Русский. В 1935 году окончил неполную среднюю школу, в 1939 году — школу фабрично-заводского ученичества в городе Коврове. Одновременно учился в аэроклубе.
В рядах Красной Армии с 1940 года. В 1941 году окончил Балашовскую военно-авиационную школу пилотов.
На фронтах Великой Отечественной войны с мая 1942 года. Лейтенант Першутов совершил 93 боевых вылета на штурмовку живой силы, боевой техники и других важных объектов противника. В воздушном бою сбил вражеский самолёт.
9 января 1944 года при возвращении с разведывательного вылета самолёт Першутова был атакован истребителями противника и подожжён. Лётчик, раненый и обожжённый, покинул штурмовик на парашюте и приземлился на территории, занятой врагом. И. В. Першутов отстреливался от врагов до последнего патрона. Ночью местные жители тайно похоронили лётчика на окраине села Калиновка Винницкой области.
Указом Президиума Верховного Совета СССР от 26 октября 1944 года за образцовое выполнение боевых заданий командования на фронте борьбы с немецко-фашистскими захватчиками и проявленные при этом мужество и героизм лейтенанту Першутову Ивану Васильевичу посмертно присвоено звание Героя Советского Союза с вручением ордена Ленина и медали «Золотая Звезда».

## Память
- Именем Ивана Першутова названы улицы в городах: Ковров (Владимирская область) и Калиновка (Винницкая  область)
- Обелиск на аллее Героев в городе Ковров.
- в пос. Новый в память о герое названа школа.
- Именем Першутова также названа школа №11 в городе Коврове.